# Martina Guiggi
Martina Guiggi (ur. 1 maja 1984 roku w Pizie) – włoska siatkarka, reprezentantka kraju, grająca na pozycji środkowej. 
26 maja 2018 wzięła ślub z greckim siatkarzem Mitarem Dzuritsem. W 2019 roku urodziła córkę Mię.

## Sukcesy klubowe
Puchar CEV:
- 2003, 2006, 2008

Superpuchar Włoch:
- 2003, 2006, 2008, 2009, 2010

Puchar Włoch:
- 2004, 2009, 2013, 2015

Mistrzostwo Włoch:
- 2008, 2009, 2010, 2013
- 2004, 2012, 2015
- 2006

Puchar Challenge:
- 2013

Klubowe Mistrzostwa Świata:
- 2013

Mistrzostwo Słowenii:
- 2021

## Sukcesy reprezentacyjne
Volley Masters Montreux
- 2002
- 2005

Grand Prix:
- 2005
- 2006, 2007, 2008

Mistrzostwa Europy:
- 2007

Puchar Świata:
- 2007

Igrzyska Śródziemnomorskie:
- 2009

## Nagrody indywidualne
- 2006 - Najlepsza blokująca Pucharu CEV